# عبد الواسع الحميري
أ.د. عبد الواسع أحمد عقلان الحميري، كاتب وناقد أكاديمي من اليمن، ولد عام 1958م في قرية بني سلمان- شرقي حمير- مديرية الرونة - محافظة تعز. أتمّ دراسته الابتدائيّة في مدارس القرية، ثمّ واصل دراسته الإعدادية والثّانويّة في مدارس صنعاء، حصل على الشّهادة الجامعيّة عام 1986م، وفي عام 1991م حصل على درجة الماجستير في اللغة العربيّة وآدابها من كليّة الآداب جامعة صنعاء، ثمّ درجة الدّكتوراه عام 1996م من جامعتي صنعاء وعين شمس بالقاهرة، وترقّى إلى درجة الأستاذية عام 2008م - يشتغل على مشروع نقديّ طموح، يستهدف خلاله تفكيك خطاب الثّقافة العربيّة بكافّة أشكاله وتجلّياته: بدءاً بالخطاب الإبداعيّ (الشّعريّ والسّرديّ) فالخطاب السّياسيّ والاجتماعيّ والدّينيّ والتّاريخيّ، إضافة إلى الخطاب الواصف في تاريخ الحضارة الإسلاميّة، تميّزت كتابته النّقديّة عموما بالرّصانة والعمق، يجمع بين التّنظير والتطبيق في حركة كلية مفتوحة على كلّ جديد مفيد على صعيد الفكر والثقافة النّقديّة الحداثيّة. -المناصب التي تولاها: -عمل أستاذا للأدب والنقد في جامعة صنعاء. -عميدا لكلية الآداب والتربية والعلوم في كل من صعدة ومأرب. -يعمل حاليا أستاذا للدراسات العليا في جامعة الملك خالد- أبها المملكة العربية السعودية: -رئيسا لمنتدى الناقد العربي – صنعاء. -عضو اتحاد الأدباء والكتاب اليمنيين. -عضو لجنة تحكيم لجائزة رئيس الجمهورية لإبداع الشباب. -عضو لجنة تحكيم جائزة أبها للعام 1432 – 1433هـ. عضو اللجنة الأكاديمية في قسم اللغة العربية وآدابها -كلية العلوم الإنسانية -جامعة الملك خالد - أبها. عضو هيئة التحرير لمجلة جامعة الملك خالد للعلوم الإنسانية. رئيس لجنة أنشطة أعضاء هيئة التدريس في قسم اللغة العربية وآدابها -جامعة الملك خالد. أسهم ضمن اللجنة الأكاديمية في إعداد المناهج التدريسية لمرحلتي الماجستير والدكتوراه في القسم. شارك في المؤتمر العلمي في جامعة الملك خالد للأعوام 1413، 1414هـ. منح شهادة التميز (الأستاذ المثالي في الكلية) من عمادة كلية العلوم الإنسانية بجامعة الملك خالد - أبها -المملكة العربية السعودية.

## مؤلّفاته المنشورة
أوّلاً: في نقد الخطاب الإبداعيّ: الشّعريّ:
1. الذّات الشّاعرة في شعر الحداثة العربيّة، كتاب صادر في طبعته الأولى (1999م) عن المؤسّسة الجامعيّة (مجد) بيروت، ثمّ صدر في طبعته الثانيّة (2023) في إطار المشروع النقدي الجامع في ثلاثة أجزاء، عن دار عناوين بوكس، القاهرة.
2. خطاب السّلطة والخطاب المضاد صادر في (2014) ط أولى عن مؤسّسة الانتشار العربيّ, بيروت، ثم صدر في طبعته الثانية (2023) في إطار المشروع النقدي الجامع.
3. " كينونة التفرّد والاختلاف: جدليّة الكائن والممكن في بنية الخطاب الإبداعيّ" صادر في طبعته الأولى (2013)، عن نادي أبها الأدبي ومؤسّسة الانتشار العربي, بيروت، وفي طبعته الثانية (2023) عن عناوين بوكس، القاهرة.

ثانياً: في الخطاب النقدي:
1. شعريّة الخطاب في التّراث النّقديّ والبلاغيّ" صادر في طبعته الأولى (2005) عن المؤسّسة الجامعيّة (مجد) بيروت, وفي الثانية عن عناوين بوكس، القاهرة.
2. " اتّجاهات الخطاب النّقديّ العربيّ وأزمة التّجريب" صادر في طبعته الأولى (2008) عن دار الزّمان, دمشق, وفي الثانية عن عناوين بوكس، القاهرة.
3. "ما الخطاب وكيف نحلّله؟" كتاب صادر في طبعته الأولى (2009م) عن المؤسّسة الجامعيّة (مجد) بيروت. ثم صدر في طبعته الثانية (2023) في إطار المشروع النقدي الجامع، عن دار عناوين بوكس، القاهرة.
4. " خطاب الضدّ: مفهومه- نشأته- آليّاته- مجالات عمله" كتاب صادر في طبعته الأولى (2008) عن دار الزّمان, دمشق، وصدر في طبعة ثانية (2014) عن المؤسسة الجامعية (مجد) بيروت، ثم صدر في طبعته الثالثة (2023) ضمن المشروع النقدي الجامع، عن عناوين بوكس، القاهرة.
5. " في الطّريق إلى النّص" كتاب صادر في ط أولى (2008م) عن المؤسّسة الجامعيّة (مجد)، بيروت، وفي الثانية عن عناوين بوكس القاهرة.
6. "في آفاق الكلام وتكلّم النّص" صادر في طبعته الأولى (2009) عن دار الزّمان, دمشق، وفي طبعته الثانية (2009) عن المؤسسة الجامعية (مجد) بيروت، وفي الثالثة عن عناوين بوكس في جزئين.
7. " الخطاب والنّص: المفهوم– العلاقة- السّلطة", صادر في طبعته الأولى (2008م) عن المؤسّسة الجامعيّة (مجد) بيروت، وفي الثانية عن عناوين بوكس، القاهرة.
8. "نظرية الخطاب- مقاربة تأسيسية", صادر في طبعته الأولى (2015) عن مؤسسة الانتشار العربي, بيروت، وصدر في الطبعة الثانية بعنوان (في أنساق الكلام وتكلم النص) عن عناوين بوكس في جزئين؛ الأول: أنساق الكلام، والثاني: تكلم النّص.
9. " ما الناقد؟ نظرية تأسيسية في نقد النقد", صادر في طبعته الأولى (2028) عن أفريقيا الشرق, الدار البيضاء, وفي الطبعة الثانية عن عناوين بوكس، القاهرة.

ثالثاً: في نقد الخطاب السّياسي:
1. "دولة الخطاب ويوتوبيا الدّولة في تاريخ الحضارة الإسلاميّة" صادر في طبعته الأولى (2014) عن المؤسسة الجامعية (مجد) بيروت, وفي الثانية عن عناوين بوكس، القاهرة.
2. " أزمة الخطاب السّياسي العربيّ المعاصر" صادر في طبعته الأولى (2014) عن المؤسسة الجامعية (مجد) بيروت، وفي الثانية عن عناوين بوكس، القاهرة.
3. " تسييس المتعالي في تاريخ الحضارة الإسلامية" صادر في طبعته الأولى (2016)، عن دار التنوير، الجزائر، وفي الثانية عن عناوين بوكس، القاهرة.
4. " الخطاب السياسي: البنية والدلالة" صادر في طبعته الأولى عن عناوين بوكس، القاهرة (2023).

رابعاً: في نقد خطاب المعرفة والوجود:
1. "نظريّة المعرفة بين القرآن والفلسفة" صادر في طبعته الأولى (2012) عن المؤسّسة الجامعيّة (مجد) بيروت، وفي الثانية عن عناوين بوكس، القاهرة.
2. " لماذا نختلف؟ وكيف نختلف؟" صادر في طبعته الأولى (2023) عن عناوين بوكس، القاهرة.

خامساً: في نقد الخطاب الفلسفي:
1. " إشكاليّة الماهية والحقيقة والواقع في رؤيا العالم الفلسفيّة والقرآنيّة، (2023) ط أولى، عناوين بوكس، القاهرة.
2. الطبيعة والوجود في فلسفة الماهية والصورة، (2023)، ط أولى، عناوين بوكس، القاهرة.
3. الطبيعة والوجود في العقل الإسلامي المعتقل، (2023)، ط أولى، عناوين بوكس، القاهرة.
4. الطبيعة والوجود في فلسفة الإنسان ذاته، (2023)، ط أولى، عناوين بوكس، القاهرة.
5. الطبيعة والوجود في فلسفة الجدل، (2023)، ط أولى، عناوين بوكس، القاهرة.
6. الطبيعة والوجود في رؤيا العالم القرآنية، (2023)، ط أولى، عناوين بوكس، القاهرة.
7. الفرد والفردانية في رؤيا العالم القرآنية والفلسفية، (2023)، ط أولى، عناوين بوكس، القاهرة.

سادساً: في نقد الخطاب السّرديّ قديما وحديثا:
1. الـ(أنا) مدخلا لتحليل بنية الخطاب السّردي العربي: مفهوم الـ(أنا)- نشأتها- تجلياتها في: بينة الخطاب السردي القرآني، بنية الخطاب السردي التاريخي، (2023)، ط أولى، عناوين بوكس، القاهرة.
2. الـ(أنا) مدخلا لتحليل بنية الخطاب السردي العربي، الـ(أنا) المخاتلة في بنية الخطاب السردي الخبري- خبر إرادة الوصية في صحيح البخاري أنموذجا، (2023)، ط أولى، عناوين بوكس، القاهرة.
3. الـ(أنا) مدخلا لتحليل بنية الخطاب السردي العربي، الـ(أنا) المتعالية والـ(أنا) الجدلية في بنية الخطاب الروائي الحديث، (2023)، عناوين بوكس، القاهرة.

## مشاركات أخرى منشورة
1. شارك في تأليف كتاب اللّغة العربيّة, متطلّبات الجامعة الذي يدرس في فصلين دراسيّين في جميع كليّات جامعة صنعاء, وجامعة ذمار, وجامعة إب, وجامعة الحديدة, إضافة إلى كليّات بعض الجامعات اليمنيّة الخاصّة.
2. شارك في تأليف كتاب:" الأدب والنّصوص" المقرّر على طلاب معاهد المعلمين العليآ في الجمهوريّة اليمنيّة.

## أهمّ الأبحاث المنشورة
1. شعريّة البيان في التّراث النّقديّ والبيانيّ" بحث منشور في مجلّة كليّة الآداب، جامعة صنعاء، العدد () العام 1999م.
2. شعريّة النّظم عند عبد القاهر الجرجانيّ" بحث منشور في مجلّة دراسات يمنيّة، العدد (6263) ديسمبر2000م.
3. أسئلة الكتابة / أسئلة الحداثة" دراسة في شعر عبد العزيز المقالح، بحث منشور في جزأين، في مجلة دراسات يمنيّة، العددين71-72 يناير–مارس2004م.
4. في الموقف الشّعريّ العربيّ: من بنية الخطاب إلى انبناء النّص" بحث منشور في مجلّة دراسات يمنيّة ع 83 - أكتوبر–ديسمبر 2006م.
5. القالة: مفهومها– خطرها- أسلوب القرآن في مواجهتها" بحث منشور في مجلّة جامعة ذمار للدّراسات والبحوث: العدد4 يناير2007م.
6. نصّ الكتابة..نصّ القراءة في فكر ابن خلدون" بحث منشور في مجلّة كلية الآداب والعلوم الإنسانيّة-جامعة صنعاء، العدد ()أكتوبر- نوفمبر2006م.
7. الثّابت والمتحوّل في حركة الفعل النّقديّ عند عزّ الدّين إسماعيل" بحث منشور في مجلّة فصول للنّقد الأدبيّ- الهيئة المصرية العامة للكتاب، القاهرة (العدد: 72) شتاء 2008م.
8. رؤيا الوجود في تجربة الحداثة العربيّة" بحث منشور في مجلّة الثّقافة اليمنيّة، السّنة التّاسعة-العددان يونيو- يوليو1999م.
9. القناع وتعدّد الأصوات في القصيدة الحديثة" بحث منشور في مجلة الثّقافة اليمنيّة أيضاً، ع14, إبريل–مايو 1999م.
10. الزّبيريّ: من الاحتجاج إلى التّمرّد" بحث منشور في مجلّة الثّقافة اليمنيّة، ع23 السّنة الرّابعة 1996م.
11. البردّونيّ: من الغياب إلى الحضور" بحث منشور في مجلّة الثّقافة اليمنية أيضاً (عدد خاصّ عن الزّبيري) السّنة الرّابعة- العدد الرّابع والعشرون- يوليو 1996م.
12. الموشكيّ وخطاب الضدّ" بحث منشور ضمن كتاب سلسلة أعلام اليمن، الصّادر عن جامعة ذمار، ط 1, مايو 2003م.
13. أزمة التّجريب في الخطاب النّقدي العربيّ الحديث", مجلة غيمان، العدد الثّالث، خريف2007م.
14. المناهج النّقديّة وإشكاليّة القطيعة بين المبدع والمتلقّي العربيّ" بحث منشور في مجلّة نزوى العمانيّة، ع 54, إبريل 2008م.
15. ثنائيّة الكلام والقول: دراسة تأصيليّة" بحث منشور في مجلّة جامعة ذمار للدّراسات والبحوث: العدد (7) مارس 2008م.
16. الكتابة..تكلّم النّص" بحث منشور في مجلة جامعة ذمار للدراسات والبحوث، العدد () مايو 2009م.
17. المشهد النّقديّ العربيّ: مؤشّرات أزمة، أم ملامح تطوّر؟!" بحث شارك به الباحث في المؤتمر الدّوليّ للنّقد الأدبيّ المنعقد في القاهرة من: 10-12 يونيو 2008م.
18. الدّلالة البيانيّة في الخطاب النّقديّ حتى القرن الرّابع الهجريّ" بحث منشور في مجلة دراسات يمنية.
19. غواية السرد وغواية الشعر: مشروع تساؤل" دراسة منشورة في مجلة غيمان.
- أشرف وشارك في الإشراف على عدد من رسائل الدكتوراه والماجستير المقدّمة إلى جامعة صنعاء وبعض الجامعات اليمنيّة الأخرى - في مايو 2005م
- أسّس مع مجموعة من زملائه النّقاد العرب «منتدى النّاقد العربيّ» ويعمل حاليا رئيسا له.
- يعمل على تأسيس المشروع النقدي الجامع.

## وصلات خارجية
- عبد الواسع الحميري على موقع أرشيف الشارخ.

السيرة الذاتية للدكتور عبد الواسع الحميري على موقع تربيتنا